# Löktrav
Löktrav, Alliaria petiolata, är en växtart i släktet löktravar och familjen korsblommiga växter, som först beskrevs av Friedrich August Marschall von Bieberstein men har fått sitt nu gällande vetenskapliga namn av Fridiano Cavara och Loreto Grande.

## Karakteristik
Löktrav växer helst i skugga och i mullrik jord under träd. Stjälken blir upp till en meter hög och har relativt stora, äggrunt hjärtlika, grovt och ojämnt trubbtandade blad, och har en jämntoppad samling av vita blommor. Fruktskidorna är utstående. Hela örten luktar och smakar vitlök. Den blommar om våren och försommaren och vissnar sedan, eftersom den är ett- eller tvåårig.

## Utbredning
Löktrav är inhemsk i Europa, Väst- och Centralasien, samt nordvästra Afrika. Den förekommer tämligen allmänt i södra och mellersta Sverige upp till Bergslagen, samt i västra Norge och sydöstligaste Finland.
I Nordamerika klassas löktrav som en invasiv art. Den fördes in i USA från Europa på 1800-talet som medicinal- och kryddväxt, och påträffades i förvildat tillstånd första gången 1868 på Long Island utanför New York. Den har sedan dess spridits över östra och mellersta USA, och tar över undervegetationen i skogsområden, där den bildar stora bestånd. Där den etablerar sig slås inhemska arter som Claytonia virginica, Asarum canadense, Sanguinaria canadensis samt flera Trillium- och Cardamine-arter lätt ut, vilket i sin tur leder till att flera fjärilsarter påverkas då deras värdväxter försvinner.

## Användning
Växten användes förr i folkmedicinen för en mängd olika sjukdomar, såsom mot andtäppa och som urindrivande medel. Den späda örten kan ätas som grönsallat. Sedan stenåldern har den även använts som krydda.

## Övrigt
Löktrav fungerar som värdväxt åt larver av  aurorafjäril, kålfjäril och rapsfjäril.